# Krzywa zapominania

Rys. 1: Krzywa Ebbinghausa. Po zakończeniu nauki następuje szybki spadek ilości zapamiętanej informacji. Połowa materiału (zgłoski bezsensowne) została zapomniana w ciągu pierwszej godziny. Po drugim dniu proces zapominania ulega wyraźnemu spowolnieniu.

Krzywa zapominania albo krzywa Ebbinghausa – linia krzywa przedstawiająca według niemieckiego psychologa Hermanna Ebbinghausa zależność między ilością przechowywanej informacji w pamięci a upływem czasu, jaki nastąpił od momentu ich zapamiętania, zaproponowana przez jej autora w opublikowanej w 1885 r. pracy "Über das Gedächtnis" (O pamięci).

## Badania Ebbinghausa
Ebbinghaus wychodził z założenia, że badania nad zapamiętywaniem materiału bezsensownego (nonsensownych sylab typu: RAD, FOK, KAN itd.) dostarczą wiedzy na temat "czystego" funkcjonowania ludzkiej pamięci. Uważał, że w ten sposób inne procesy poznawcze (np. myślenie, kojarzenie) nie wpłyną na proces zapamiętywania. Sensowne treści mogłyby być bowiem lepiej lub gorzej zapamiętane na przykład ze względu na swoje szczególne znaczenie dla badanego. Przykładowo, gdyby badany był zapalonym amatorem truskawek to z pewnością zwróciłby uwagę na słowo "truskawka" na liście słów do zapamiętania i w związku z tym zapamiętałby je lepiej. Z kolei gdyby na liście słów pojawiło się słowo, którego badany by nie znał, to prawdopodobieństwo jego zapamiętania zmniejszyłoby się. Oba te uwarunkowania miałyby niekontrolowany – zdaniem Ebbinghausa – wpływ na wynik badań (zob. zmienna zakłócająca).
W wyniku przeprowadzonych badań Ebbinghaus skonstruował krzywą, która pokazuje, że zdecydowana większość zapamiętanych informacji ulega zapomnieniu w ciągu pierwszych kilku dni od momentu zapamiętania, osiągając poziom ok. 25% w piątym dniu (jest to faza szybkiego zapominania). Jednocześnie dalszy spadek ilości zapamiętanej informacji nie jest już tak gwałtowny - w 30. dniu od momentu zapamiętania osiąga wartość nieco ponad 20% (faza plateau - rys.1).
Krzywa zapominania Ebbinghausa jest przedmiotem badań i analiz matematycznych. Z pewnym przybliżeniem można ją odwzorować za pomocą funkcji wykładniczej m = (a - c)e-bt + c (gdzie m - ilość zapamiętanej informacji, a - współczynnik zapamiętywania, b - współczynnik zapominania, c - asymptota, t - czas), jak i potęgowej o postaci m = λ(1 + βt)-ψ (gdzie m - ilość zapamiętanej informacji, λ - poziom pamięci trwałej, ψ - współczynnik zapominania, t - czas). Ostatnie badania wskazują, że funkcja potęgowa jest bliższym odwzorowaniem. Krzywa zapominania odwzorowana jako {\displaystyle R=e^{-{\frac {t}{S}}}} jest podstawą metody nauki SuperMemo.

## Wpływ nauki na kształt krzywej zapominania

Rys. 2: Krzywe zapominania po kolejnych przypomnieniach w modelu Ebbinghausa

Kolejne przypomnienia w procesie nauki w kolejnych dniach powodują zmianę kształtu krzywej zapominania. Spadek ilości zapamiętanej informacji po kolejnych powtórzeniach jest coraz mniejszy (rys.2).

## Kontrowersje
Badaniom Ebbinghausa zarzucono, że mają odniesienie jedynie do materiału bezsensownego, z którym człowiek nie ma do czynienia w życiu codziennym oraz że z najważniejszego aspektu zapamiętywania - sensowności zapamiętywanych informacji - uczynił zmienną zakłócającą. Wyniki te posiadają także inne ograniczenia: zapamiętywany materiał dotyczył tylko danych z mechanicznej pamięci deklaratywnej (nie zaś innych rodzajów pamięci np. pamięci proceduralnej czy pamięci epizodycznej), miarą zapomnienia była ilość niezbędnych powtórzeń do ponownego bezbłędnego recytowania zgłosek bezsensownych z pamięci (nie zaś rozpoznawanie materiału lub rozumienie go; zapamiętywane dane były natury werbalnej (a nie np. obrazowej i in.); osoba badana była tylko jedna i był nią sam eksperymentator.
W związku z tym wyniki uzyskane przez niemieckiego badacza nie mogą być generalizowane na zapamiętywanie każdego rodzaju materiału. Badania nad pamięcią codziennych zdarzeń życiowych kwestionują przydatność stosowania materiału bezsensownego jako podstawowego materiału pamięciowego. Sprawia to, że klasyczne wyniki uzyskane przez Ebbinghausa, choć eleganckie, są mało trafne i nie oddają tego, co cechuje procesy pamięciowe w naturalnych warunkach.

## Inne krzywe zapominania
Dalsze badania nad procesami pamięci dowiodły, że pomijane przez Ebbinghausa zmienne znacząco wpływają na stopień trwałości zapamiętania informacji: sens (znaczenie, treść) materiału, jego odniesienie lub rola w życiu badanego, ładunek emocjonalny, sposób zapamiętywania itd.). Krzywa Ebbinghausa adekwatnie przedstawia tylko proces zapominania danych bezsensownych, z jakimi nie mamy do czynienia w życiu codziennym.
Choć wiele badań potwierdza ogólną właściwość procesu zapominania udowodnioną przez Ebbinghausa: zapominanie zależy od upływu czasu, to szybkość zapominania jest bardzo zróżnicowana i zależy od rodzaju informacji. Bahrick badał zapominanie materiału o wyższym stopniu sensowności na przykładzie języka obcego – hiszpańskiego, którego badani uczyli się w szkole i nigdy potem nie używali. Krzywa przybrała inny kształt - następowała stała utrata informacji przez pierwsze trzy lata życia, po czym krzywa osiągała stan plateau (okresowo natomiast ilość przypominanych informacji nawet rosła). Bahrick wykorzystywał jako miarę zapamiętywania rozpoznawanie, rozumienie i przypominanie. Dla każdej z tych form pamiętania krzywa przybierała odmienne kształty - badani byli w stanie rozpoznać około 80% informacji nawet po 50 latach, ale stopień rozumienia informacji spadał systematycznie.
Jeszcze inaczej zapominane są informacje związane z życiem osobistym (pamięć autobiograficzna). Linton badała pamięć mimowolną sprawdzając, co udało się jej zapamiętać z własnych wydarzeń życiowych). Zapamiętywanie informacji było bardzo dobre, nie występowała także faza ostrego początkowego spadku ilości pamiętanych informacji, jak to ma miejsce w krzywej Ebbinghausa.
Paradoksalny efekt pamięci uzyskał Willem Wagenaar. Odkrył, że pamięć zdarzeń nieprzyjemnych jest gorsza niż zdarzeń przyjemnych lub obojętnych, ale zdolność do ich przypominania sobie rosła w ciągu pierwszych trzech lat, dopiero po tym okresie wskaźniki przypominania obniżały się tak jak w normalnym procesie zapominania. Podobne zjawisko dotyczy zdarzeń traumatycznych, które są bardzo źle pamiętane, a zdolność do ich przypominania sobie rośnie z czasem (przypominanie odroczone).

## Podsumowanie
Ze względu na różne, często rozbieżne wyniki badań "krzywa zapominania" przybiera różne formy. Używane jest pojęcie "krzywej zapominania Bahricka" lub "krzywej zapominania Linton".
Bardzo podobnie do krzywej zapominania skonstruowana jest krzywą zapamiętywania, na której przedstawia się zwykle efekt świeżości i efekt pierwszeństwa.